# Synaphe lorquinalis
Synaphe lorquinalis is een vlinder uit de familie snuitmotten (Pyralidae). De wetenschappelijke naam is voor het eerst geldig gepubliceerd in 1854 door Guenee.
De soort komt voor in Europa.